# Rebreuviette
Rebreuviette település Franciaországban, Pas-de-Calais megyében. Lakosainak száma 253 fő (2022. január 1.). Rebreuviette Houvin-Houvigneul, Canettemont, Estrée-Wamin, Ivergny és Rebreuve-sur-Canche községekkel határos.

## Népesség
A település népessége az elmúlt években az alábbi módon változott:
| Lakosok száma | 278  | 274  | 268  | 266  | 263  | 261  | 257  | 253  |
|               | 2013 | 2015 | 2017 | 2018 | 2019 | 2020 | 2021 | 2022 |